# 건드레스
《건드레스》는 1999년 한일 합작 애니메이션 영화이다. 일본의 아마자와 아키라의 원작을 통해 제작하였고 공각기동대의 작가인 시로 마사무네가 원화설정을, 감독은 야타베 가츠요시가 맡았다. 대한민국은 동아수출공사와 중앙무비가 맡았으며 한국의 동아수출공사와 일본의 건드레스 제작위원회가 공동으로 제작을 맡았다. 원작자, 감독, 작화자 등을 포함하면 대부분 일본인이 많아서 한일합작이라고 보다 일본 단독 애니에 가깝다는 일설도 있다. 그러나 본격적인 한국의 일본문화 개방이후 한국에서 사상최초로 극장에서 개봉되었던 화제의 애니메이션이기도 하다. 캐릭터는 5명의 여자 캐릭터들이 등장하며 한,일 합작이라는 점 때문에 유일하게 한국인 캐릭터로 '케이 윤(윤혜)' 이 등장하기도 한다. 제목은 'GUN(총)' 과 'DRESS(옷)'을 합쳐서 지었다. 이 말 그대로 '미소녀와 총기·메카 액션의 조합'이 기본 컨셉으로 되어 있으며, 그러한 작풍을 자랑으로 하는 시로 마사무네가 캐릭터 메카 디자인 원안으로 참가하고 있다 (디자인화는 화집 '인트론데포 4 바레츠'에 수록되어 있다. 시로의 코멘트에 의하면 원래는 롤플레잉 게임용 기획이었다고 한다). 스토리는 소설판(전 3권)의 외전적 요소가 강하다.

## 개요
가상도시인 '베이사이드 시티'라는 곳을 배경으로 하였는데 실질상으로는 일본 요코하마에 있는 도시로 설정되었다. 참고로 한국인 캐릭터 케이윤은 국내개봉 때는 '윤혜' 로 소개되었다.

## 줄거리
서기 2100년 최첨단 과학도시인 요코하마 '베이사이드 시티'. 이 도시를 지키는 경비 사설업체 '엔젤 암즈' 의 5명으로 구성된 여자 요원들이 무기밀매 테러조직 '루바이야트' 와 대적하게 된다. 그들의 뒤에는 베이사이드 시티 내에 있는 아랍 가(街)에 살고있다는 아랍인(人) '핫산'이라는 테러조직 보스가 있었는데 뜻밖에도 엔젤 암즈는 체포하여 정보를 얻는 대신 핫산의 신변을 보호하라는 지시를 부여받게 된다. 이때 핫산이 배신하게 된 것을 알게 된 테러조직 본부는 '장 루크'라는 인조인간 테러리스트를 베이사이드 시티로 밀파한다. 그의 임무는 핫산을 사살하는 것이 전부. 이 정보를 알아낸 엔젤 암즈는 테러조직과의 일전이 불가피하였지만 알리사,실비아,케이 윤,미셸, 마르시아로 구성된 5명의 요원들은 '랜드메이트'를 타고 출격하게 된다.

## 등장인물
- 성우는 일본 / 한국 더빙판 성우로 분류.

알리사 타카쿠라(알리사)
베이사이드 시티 사설 경비업체 엔젤 암즈의 대원. 대원 중 유일하게 키가 큰 편이며 기본기가 충실한 편이다. 하지만 팀내에서는 스스로 고립을 자초하는 면이 많아서 다른 대원들과도 거의 친하지 않는 편이다. 일에 있어서도 무뚝뚝한 편이기도 하다. 이전에는 테러리스트 리더였던 장 루크와 애인관계를 맺어서 한때 그와 함께 테러리스트 조직으로도 활동하기도 했다. 하지만 경찰과 추격전을 벌이던 중 총에 맞아서 인조인간으로 개조되었다. 옛 애인이었던 장 루크와는 베이사이드 시티에서 다시 만났으며 이 때부터는 핫산의 신변을 가지고 대립하게 된다.
성우 - 이시즈카 리에 / 최덕희
케이 윤(윤혜)
엔젤 암즈 멤버 중 유일한 한국인 대원. 태권도가 주특기로 랜드메이트를 탔을 때에도 태권도 실력을 구사한다. 엔젤 암즈의 사장인 다카코에 의해 리더 임무를 부여받았지만 사적으로는 남의 부탁을 거절하지 못하여 우유부단한 면이 있다. 대원 중 드물게 알리사를 걱정해 주는 편이며 알리사와 함께 장 루크와 싸웠을 때 위기를 맞게 되었지만 알리사의 도움으로 살아남게 되었다.
성우 - 와타나베 쿠미코 / 이현진
마르시아 아가노(마르시아)
엔젤 암즈 멤버 중 서양계 혼혈아로 외국에서 살다가 일본으로 와서 엔젤 암즈의 대원이 되었다. 궁사 출신이며 건드레스 일원일 때도 크로스보우(십자활)을 사용하였다. 근거리 공격에는 약한 편이나 장거리 및 원거리 공격에는 매우 강한 편이다.
성우 - 오카무라 아케미 / 이선호
미셸 이가(미셸)
엔젤 암즈의 대원이며 대원 중 유일하게 정보능력이 뛰어나서 팀내에서 정보통으로 통한다. 빠른시간 안에 암호를 푸는 것이 주특기이며 오퍼레이터로서의 자질을 보여준다. 차분한 성격으로 대원들과의 관계도 원만한 편이다.
성우 - 카와카미 토모코 / 우정신
실비아 카키히나(실비아)
엔젤 암즈의 대원으로 오키나와 출신이다. 화끈하고 터프한 성격을 가졌으며 말보다 행동을 우선시 하는 편이어서 공격면에서도 매우 저돌적인 편이다. 이로 인해 공격력이 매우 뛰어난 편이기도 하다. 하지만 성격 때문에 다른 대원들과 충돌이 잦은 편이며 특히 알리사에 대해서 의구심을 갖기도 하였다. 알리사 문제로 케이 윤(윤혜)와도 신경전을 벌인 적이 있으며 알리사와 장 루크와의 관계를 먼저 알고 있는 편이다.
성우 - 타카기 레이코 / 이선주
타카코 호우라이지(다카코)
엔젤 암즈의 여사장이자 정신적 지주. 공적인 면에서는 매우 냉철한 편이지만 대원들에게는 친절한 편이다.
성우 - 카츠키 마사코 / 김수경
사에키 료(료)
엔젤 암즈의 정비담당을 맡고 있는 소년. 건드레스 멤버들의 '랜드메이트'를 정비해주는 정비통으로 통한다. 그러나 직접 운전하는 면에서는 다소 서툰 편이다.
성우 - 이시다 아키라 / 강수진
장 루크 스키너(아더 존스)
예전에 테러리스트 집단 리더로 팀이 해체된 후 인조인간으로 개조되어 베이사이드 시티로 들어와서 테러리스트로 활동하고 있다. 공항에서는 영국인 '아더 존스'라는 가명을 사용하였으며 알리사와 깊은 관계를 맺어온 애인이기도 하다. 한때 알리사와 테러리스트로 함께 활동했으나 경찰과의 총격전을 계기로 이별한 뒤 핫산의 신변을 두고 알리사와 대립하게 된다.
성우 - 호리우치 켄유 / 김승준
알리 자이브 핫산
베이사이드 시티 내의 아랍 가(街)에 살고있는 무기밀매조직 '루바이야트' 의 보스. 건드레스 멤버들에 의해 신변보호를 받고 있지만 장 루크에 의해 암살 위협을 받고있다. 아이들에 대한 애정심이 매우 짙으며 동생이 운영하는 병원에서 체류하던 중 아랍가 소년이 밖에 나오는 모습을 보고 소년을 구하기 위해 달려나오다가 이를 노린 장 루크에 의해 사살되었다.
성우 - 이나바 미노루 / 이인성
이븐 핫산
베이사이드 시티 내의 아랍 가에 살고있으며 병원의사로 활동하고 있다. 무기밀매조직 보스였던 형인 핫산에 대한 원망을 감추지 않는 편이다.
성우 - 타하라 아루노 / 이종혁
엔도 경감
베이사이드 시티 경찰 경감. 항상 강경적인 면이 짙지만 실질적으로는 부하들에게 떠맡기는 경향이 짙다. 경찰력만의 우월성을 고수하고 먹는 것을 즐기는 편이며 나중에는 건드레스 일원을 돕게 된다.
성우 - 츠치 신파치 / 황원
본부장
베이사이드 시티 시경본부장.
성우 - 박지훈
고우만
베이사이드 시티 시장의 비서관.
성우 - 아리모토 킨류
베이사이드 시장
베이사이드 시티 시장이자 최고책임자.
성우 - 이종혁